# Enolmis abenhumeya
Enolmis abenhumeya är en fjärilsart som beskrevs av Ramon Agenjo Cecilia 1951. Enolmis abenhumeya ingår i släktet Enolmis och familjen Fältmalar, Scythrididae. Inga underarter finns listade i Catalogue of Life.